# Rurouni Kenshin: Kyoto Inferno
Rurouni Kenshin: Kyoto Inferno (jap. るろうに剣心 京都大火編 Rurōni Kenshin: Kyōto taika-hen) – japoński film akcji z 2014 roku w reżyserii Keishiego Ōtomo, będący ekranizacją mangi pod tym samym tytułem. Jest to pierwszy z dwóch sequelów filmu z 2012 roku. Piosenką przewodnią filmu była Mighty Long Fall śpiewana przez One Ok Rock.
Box office filmu na rok 2014 wyniósł 52,9 mln dolarów. W pierwszym tygodniu po premierze film znalazł się również na pierwszym miejscu w Japonii z box office w wysokości ponad US$5,7 mln.
W Polsce film dostępny jest za pośrednictwem platformy Netflix.

## Obsada
- Takeru Satō – Kenshin Himura
- Emi Takei – Kaoru Kamiya
- Munetaka Aoki – Sanosuke Sagara
- Kaito Ōyagi – Yahiko Myōjin
- Tatsuya Fujiwara – Makoto Shishio
- Ryūnosuke Kamiki – Sōjirō Seta
- Yū Aoi – Megumi Takani
- Maryjun Takahashi – Yumi Komagata
- Ryōsuke Miura – Chō Sawagejō
- Yūsuke Iseya – Aoshi Shinomori
- Tao Tsuchiya – Misao Makimachi
- Yōsuke Eguchi – Hajime Saitō
- Masaharu Fukuyama – Hiko Seijurō
- Min Tanaka – Kashiwazaki Nenji/Okina